# Cementerio Rakowicki
El cementerio Rakowicki es un cementerio en Cracovia construido entre 1801-1802 e inaugurado en 1803. En este cementerio se encuentran más o menos 75 000 tumbas.

## Personas célebres enterradas
Se destacan las siguientes tumbas y lápidas de gente notable en este cementerio:
- Ignacy Daszyński - un político y periodista polaco, primer ministro de Polonia.
- Marek Grechuta - músico y compositor.
- Tadeusz Kantor - un pintor, artista de assemblage, director de teatro, escenógrafo escritor, actor y teórico del arte.
- Henryk Sztompka - un músico y pianista, galardonado en la I edición del Concurso Internacional de Piano Fryderyk Chopin.
- Jan Matejko - pintor célebre por sus obras en las que representa los grandes personajes y acontecimientos de la historia polaca.
- Wisława Szymborska - escritora ganadora del  Premio Nobel de Literatura 1996
- Tadeusz Pankiewic -  farmacéutico católico polaco, reconocido como «Justo entre las Naciones» por salvar la vida de judíos durante el holocausto.